# Ногтев, Даниил Андреевич
Князь Даниил Андреевич Ногтев (ум. 1599) — дворянин московский, голова, воевода и наместник в царствование Ивана Грозного и Фёдора Иоанновича.
Из княжеского рода Ногтевы. Младший из двух сыновей воеводы и боярина князя Андрея Ивановича Ногтева. Имел старшего брата, князя Ивана Андреевича упомянутого в 1551 году московским сыном боярским, в 1555 году головою, в 1573 году сеунч к Государю с известием о разбитии крымского хана.
Последний представитель князей Ногтевы, после его смерти княжеский род угас.

## Биография

### Служба Ивану Грозному
В 1572 году письменный голова Большого полка в битве при Молодях, откуда прислан вместе с братом к Государю в Новгород с сеунчем с известием о разбитии крымцев. В 1572-1577 годах входил в Земский двор.
В апреле 1573 году упомянут на свадьбе дочери двоюродного брата царя, князя Владимира Андреевича — княжны Марии Владимировны и короля Арцымагнуса, был седьмым в свадебном поезде. В сентябре этого же года упомянут окраинным воеводой.
В 1574 году — первый воевода в Туле и указано ему в случае нашествия крымцев идти против них третьим воеводой Большого полка, с коими и имел сражение, потом направлен первым воеводой в Ям-город.
Зимой 1575 года водил сторожевой полк «под Колывань и в колыванские пригородки в войну», а в сентябре упомянут первым воеводой в Копорье.
В 1576 году — сперва воевода в Туле, а с весны первый воевода (голова) в Большом полку под командованием воеводы и боярина князя Ивана Фёдоровича Мстиславского в Серпухове. В августе того же года после ухода " больших " воевод с «берега» в Москву, был оставлен воеводой войск правой руки в Тарусе.
В 1577 году воевода Большого полка в Серпухове и после войск правой руки в Мценске. Находясь на воеводстве в апреле сходился с окраинными воеводами и был первым воеводой Большого полка против крымцев, а в сентябре того же года был назначен "по крымским вестем " первым воеводой в Тулу и находился там до 1578 года.
В марте 1578 года князь Даниил Андреевич Ногтев «з Благовещеньева дни» был отправлен осадным воеводой в Смоленск.
В 1579 году июне ходил с царем в Ливонию вторым воеводой Большого полка, после чего был назначен вторым воеводой в Юрьеве-Ливонском, в августе послан вторым воеводой войск левой руки против поляков подошедших к Полоцку, а в декабре собирал в Новгороде детей боярских Водской пятины и мещеряков. В этом же году упомянут смоленским наместником.
В 1580 году был прислан первым осадным воеводой в Смоленск, там же «в большом и старом городе» служил и в 1581 году. В это время в двух боях разбил пришедших к городу отряды польско-литовских войск, взяв многих в плен, захватил обоз и много оружия, за что пожалован  золотым.
В июле 1582 года — послан из Смоленска первым воеводой передового полка в Калуге.
В сентябре 1583 года находился на воеводстве в Туле, а по сходу с береговыми и окраинными воеводами велено ему быть воеводой Большого полка с бояриным и князем Мстиславским.
С весны 1584 года первый воевода в Пскове.

#### Служба Фёдору Ивановичу
С марта 1585 года — первый воевода в Великом Новгороде, где должен был «наугородцкое городовое дело делати», вместе с другими воеводами «обе половины города на обеих сторонах, на Софейской и на Торговой, и промышлять городовым делом всем соопча по прежнему государеву наказу».
В феврале 1585 года князь Д. А. Ногтев, находясь в звании московского дворянина, участвовал в приёме литовского посла Льва Сапеги, в ноябре был назначен «по свейским вестем» первый воеводой в Сторожевой полк под командованием царевича Арслан-Алея Кайбулича в Серпухов.
В 1586 году — в июне второй воевода и наместник в Великом Новгороде, в ноябре участвовал вторым воеводой Сторожевого полка в государевом походе на шведов.
В апреле 1589 года князь Даниил Андреевич Ногтев был послан «на берег» командовать сторожевым полком. Тогда же местничал с воеводой князем Иваном Ивановичем Голицыным, командовавшим полком правой руки в Алексине. Вскоре был переведён первым воеводой в Передовой полк. Вступил в местнический спор с первым воеводой полка правой руки князем Михаилом Никитичем Одоевским.
В октябре 1590 года упоминался головою в свите царя Фёдора Иоанновича в походе в Новгород и в чине есаула в походе на шведские владения, потом первый воевода Большого полка.
В 1591 году князь Д. А. Ногтев второй городовой воевода, далее первый воевода Передового полка в Новгороде, откуда послан первым воеводой для сопровождения запасов в Иван-город, после чего отозван в Москву и назначен воеводой для охранения от прихода крымцев в Царёво-Каменном городе в большой половине от Яузы до Неглинной. В этом же году первый воевода Большого полка для охранения от войск с немецкой окраины. Тогда же с ним местничали воевода передового полка князь Фёдор Андреевич Ноготков-Оболенский и воевода сторожевого полка князь Пётр Иванович Буйносов-Ростовский. После того, как «немецкие люди от Иванягорода отошли … князю Данилу Нохтеву с товарыщи велено итти в Новгород и промышляти в Новегороде з боярином и воеводою со князем Васильем Федоровичем с Шуйским заодин».
В январе 1592 года царем «велено было …. по свейским вестем… из Новагорода отпустить в Ывангород воевод князь Данил Ондреевича Гохтева с товарыщи», причём тогда Д. А. Ногтев командовал большим полком. В мае того же года стоял со сторожевым полком в Коломне, в июне был «послан в Новгород в Великой». В июле был отправлен «по свейским вестем» первым воеводой в Тесов с Передовым полком. В этом же году упомянут береговым воеводой Передового и полка войск левой руки на Оке, для охранения от прихода крымцев. Тогда же местничал с воеводой большого полка князем Василием Васильевичем Голицыным.
В 1594-1597 годах находился на воеводстве в Новгороде.
В 1599 году (по другим данным 1600 год) князь Даниил Андреевич Ногтев скончался, приняв перед смертью иночество с именем Евфимий.

## Семья
Женат на княжне Анне Фёдоровне Татевой (ум. после августа 1606), по родословной росписи показан бездетным. Его вдова, дочь Марфы Ивановны Татевой (урожд. Кашина), сосланной в 1587 году в Суздальский Покровский монастырь за буйный характер и заговор против царицы Ирины Годуновой, после его смерти в 1600 году добровольно постриглась в ту же обитель. В память о муже, Анна вложила в Покровский монастырь серебряную позолоченную чарку с надписью «Чарка Даниила Нохтева». При постриге приняла монашеское имя Александры (А.Б. Лобанов-Ростовский называет ее в инокинях Евфимия).